# Ђордано Бруно
Ђордано Бруно (итал. Giordano Bruno; Нола, 1548 — Рим, 17. фебруар 1600) био је италијански филозоф, астроном, и окултист. Погубљен као јеретик, јер су његове идеје биле у супротности за доктрином католичке цркве. Схоластички је образован али ради сумње у традиционално учење бежи из самостана у Женеву, па у Париз. Он прихвата Коперников хелиоцентрични систем. За Ђордана Бруна свемир је бесконачан а природа је Бог у стварима. Преваром је дошао у Венецију где га хапси инквизиција и живог спаљује на ломачи 1600. године. У завршном пасусу пресуде Бруну је писало: „Казнити дакле брата Ђордана благо и без проливања крви“.
Почевши од 1593. године, Римска инквизиција је судила Бруну због јереси под оптужбом порицања неколико основних католичких доктрина, укључујући вечно проклетство, Тројство, Христов божански статус, Маријино девичанство и трансубстанцијацију. Брунов пантеизам црква није олако схватила, нити његово учење о трансмиграцији душе (реинкарнација). Инквизиција га је прогласила кривим и спаљен је на ломачи у римском Кампу де Фиори 1600. године. Након његове смрти, стекао је значајну славу, посебно су га прославили коментатори из 19. и почетка 20. века који су га сматрали мучеником за науку, иако се већина историчара слаже да његово суђење због јереса није одговор на његове космолошке погледе, већ одговор на његова верска и загробна гледишта. Међутим, неки историчари тврде да су главни разлог Брунове смрти заиста били његови космолошки погледи. Брунов случај се и даље сматра оријентиром у историји слободног мишљења и наукама у настајању.
Осим космологије, Бруно је опширно писао и о уметности памћења, лабаво организованој групи мнемоничких техника и принципа. Историчар Франсес Јејтс тврди да је Бруно био под великим утицајем исламске астрологије (посебно филозофије Авероеса), неоплатонизма, ренесансног херметизма и легенди сличних Постанку које окружују египатског бога Теута. Друге Брунове студије фокусирале су се на његов квалитативни приступ математици и његову примену просторних концепата геометрије на језик.
Лист "Авази ди Рома" писао је о погубљењу Бруна: "Доминиканац из Ноле који изазива гнушање, жив је спаљен на Кампо де Фјори. Био је непоправљив јеретик који је ширио догму против наше вере, а нарочито против Богородице и других Светаца. Тај бедник је толико био упоран у својој вери да је био спреман да за њу умре. Рекао је да радо умире као мученик, јер ће његова душа кроз пламен да оде у Рај."
Најпотпунија књига на српском језику о животу, делу и страдању Ђордана Бруна са хронологијом и библиографијом је: Александра Манчић: Ђордано Бруно и комуникација. Превођење идеја, Службени гласник. , књига је добила награду Никола Милошевић за 2015. годину, за најбољу књигу у области филозофије, есејистике и теорије књижевности и уметности.